# Kew Bridge
Kew Bridge è un ponte ad ampia campata sul Tideway (estuario superiore del Tamigi) che collega i distretti londinesi di Richmond upon Thames e Hounslow. L'attuale ponte, che fu aperto nel 1903 come King Edward VII Bridge da Re Edoardo VII e dalla Regina Alessandra, fu progettato da John Wolfe Barry e Cuthbert A Brereton. L'Historic England lo ha elencato al Grado II nel 1983.

## Posizione
Il ponte Kew attraversa l'ovest del Tideway tra il quartiere Kew Green di Kew sulla riva sud e Brentford sulla riva nord. Il suo terminale meridionale confina con i Royal Botanic Gardens e il nord è adiacente agli edifici e ai bacini idrici dell'ex Grand Junction Waterworks Company (il resto dei quali è il London Museum of Water &amp; Steam).
Il ponte forma un percorso principale che unisce le strade South Circular e North Circular a ovest di Londra e può essere molto congestionato.
Sulla riva orientale di Kew si trova il molo di Kew, che serve traghetti turistici che operano su licenza della London River Services.

## Storia
(Tratto da appunti da una piccola mostra del centenario al Museo di Richmond, ottobre 2003)

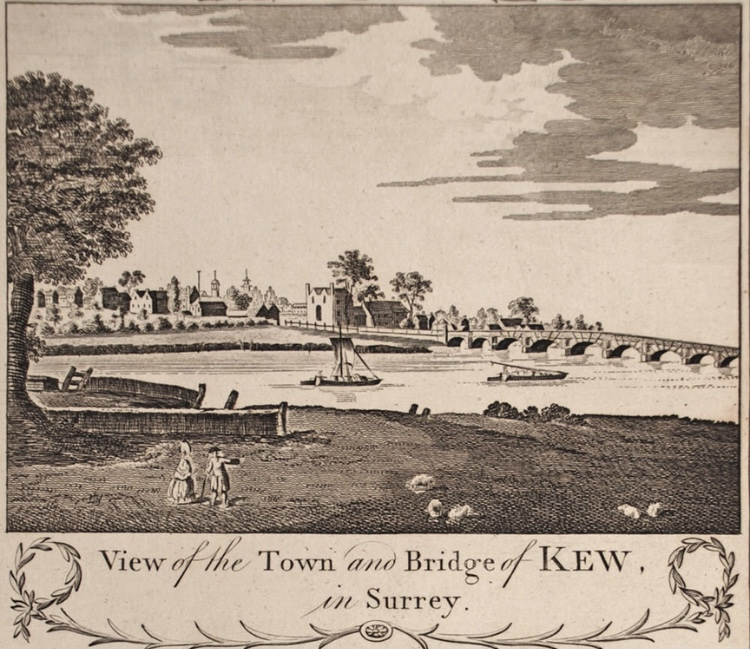
La città e il ponte di Kew, 1774

Il Museo di Richmond conserva un'incisione di John Barnard, artefice del progetto del primo ponte di Kew, dedicato a Giorgio, principe di Galles e a sua madre Augusta e datato 1759. Bernard lo descrive come il "ponte sul fiume Tamigi da Kew nella contea di Surry alla sponda opposta nella contea di Middlesex". Kew e l'area intorno al ponte furono importanti per George poiché suo padre Federico prese in affitto la Kew House, ora parte dei Royal Botanic Gardens, dal 1731, e la ricostruì su progetto di William Kent. La madre di George, Augusta, avviò i giardini botanici e creò molti degli edifici del giardino.

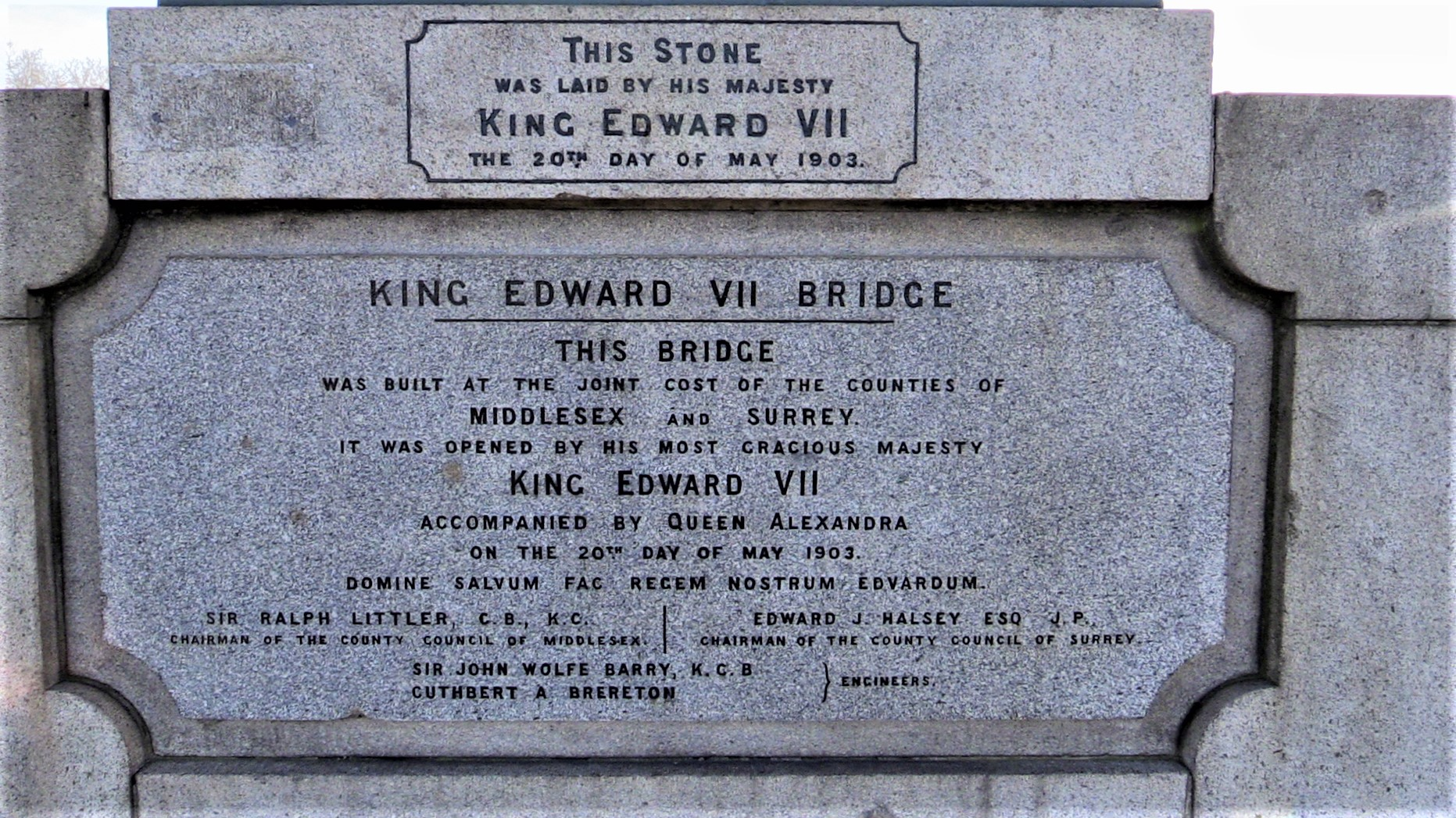
Lapide al centro dell'attuale ponte sul lato est, a conferma della sua storia

Il primo ponte fu costruito da Robert Tunstall di Brentford che in precedenza possedeva il traghetto sul sito. Il ponte fu inaugurato il 1º giugno 1759 dal Principe di Galles che lo percorse con sua madre e un certo numero di altri reali, e fu aperto al pubblico tre giorni dopo. Tale era l'eccitazione che oltre 3.000 persone lo attraversarono in un giorno. I pedaggi variavano da 1 penny per ogni pedone a uno scellino e sei pence per una carrozza e quattro cavalli (questi equivalgono a 65 pence e 17 sterline nel 2020).
Il primo ponte fu costruito con due archi in pietra a ciascuna estremità e sette archi in legno al centro, la cui manutenzione si rivelò costosa e di conseguenza il ponte durò solo 30 anni. Nel 1782 Robert Tunstall, figlio del costruttore del primo ponte, ottenne il consenso alla sostituzione del ponte e i lavori iniziarono il 4 giugno 1783, data dell'anniversario dell'apertura al pubblico del primo ponte. Il nuovo ponte venne progettato da James Paine che in precedenza era stato responsabile del ponte di Richmond. Il costo fu di £ 16.500 (equivalenti a £ 2,03 milioni nel 2020) che fu aumentato per mezzo di una tontina.
Il secondo ponte fu costruito a fianco del primo, per evitare intralci al traffico durante i lavori di costruzione, e questa volta fu costruito interamente in pietra. Fu nuovamente aperto, il 22 settembre 1789, da Giorgio, che ormai era diventato re Giorgio III, attraversandolo con un gran numero di carrozze. I pedaggi erano di mezzo penny per pedone e 6 per ogni cavallo (questi equivalgono a 26 pence e £ 3,00 nel 2020). Il ponte fu venduto all'asta a Mr Robinson per £ 23.000 nel 1819 (equivalenti a £ 1.78 milioni nel 2020) e di nuovo nel 1873 alla City of London Corporation e al Metropolitan Board of Works per £ 57.300 (equivalenti a £ 5.19 milioni nel 2020). La mostra includeva una copia di uno schizzo di William Turner del secondo ponte da Brentford Ait intorno al 1805/6 con chiatte a sinistra.
I caselli erano all'estremità del ponte di Brentford e originariamente erano progettati come padiglioni con portici dorici. Per risparmiare sul costo, invece di mattoni e stucco, furono costruite cabine all'italiana piuttosto semplici. I pedaggi furono aboliti l'8 febbraio 1873 e fu costruito un arco di trionfo all'ingresso del ponte di Brentford. I cancelli furono rimossi.

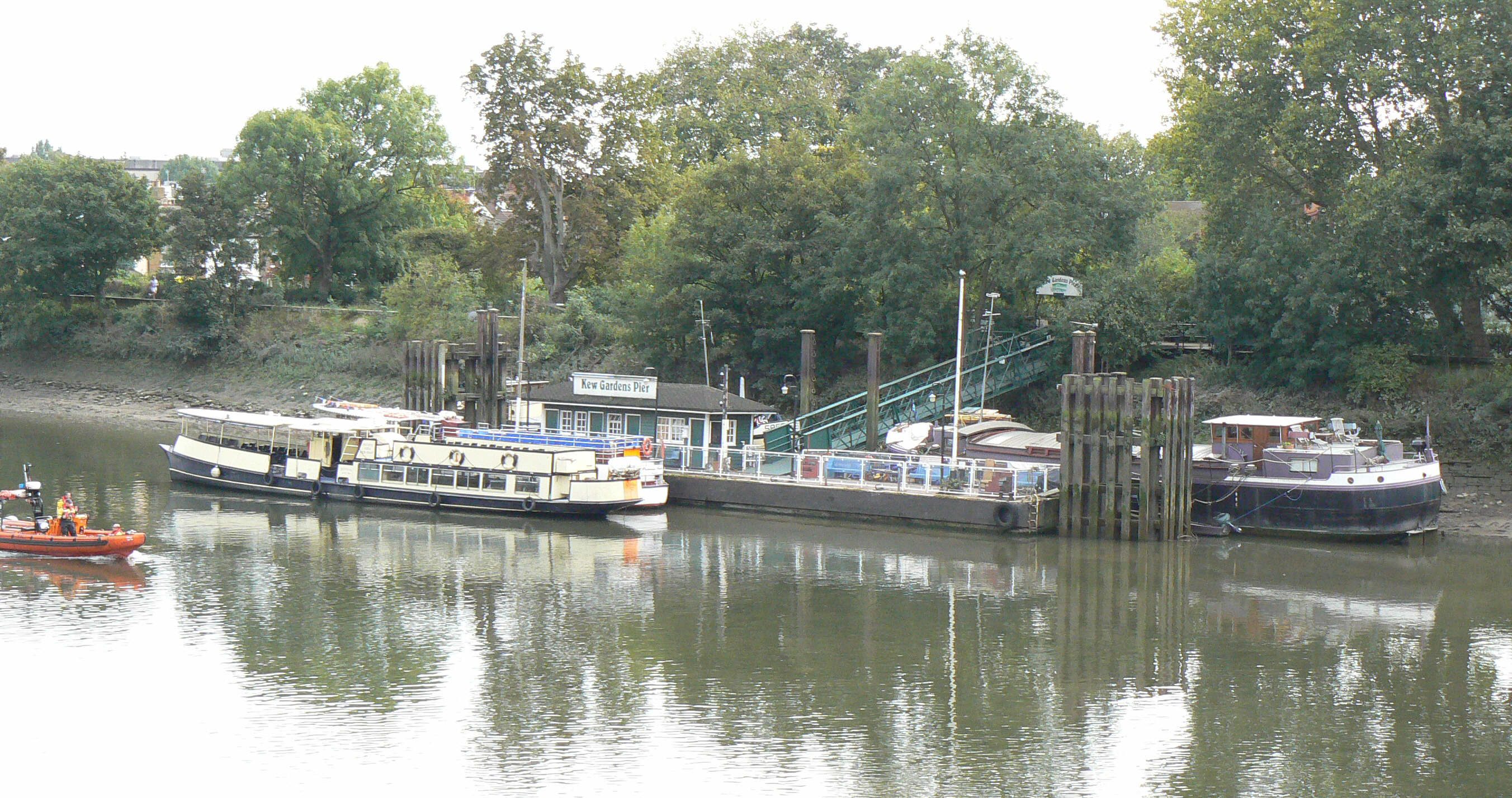
Il molo di Kew si trova a pochi metri a valle del ponte

Entro il 1890 era chiaro che il secondo ponte non poteva davvero far fronte al peso del traffico e in ogni caso l'approccio era troppo stretto e ripido sul lato di Brentford. L'ingegnere Sir John Wolfe Barry fu invitato a valutare il ponte nel 1892 e raccomandò di costruire un nuovo ponte piuttosto che fare modifiche al secondo.
Il Kew Bridge Act 1898 aprì la strada e il terzo ponte venne commissionato congiuntamente dai consigli di contea di Middlesex e Surrey al costo di £ 250.000 (equivalenti a £ 28.5 milioni nel 2020). Gli ingegneri erano Barry e Brereton e gli appaltatori edili Easton Gibbs e Son. Il terzo ponte è lungo 360 metri, e il più largo dei suoi tre archi ha una campata di 41 metri. La carreggiata è di 17 metri (rispetto a 5,5 metri del secondo ponte), e i marciapiedi 2,90 metri rispetto a 1 metro precedente. Fu costruito in granito della Cornovaglia.
Fu installato un ponte di legno temporaneo a monte del secondo ponte prima della demolizione, da ottobre a dicembre 1899. Il terzo ponte fu completato e aperto ufficialmente il 20 maggio 1903 dal re Edoardo VII e dalla regina Alessandra che attraversarono Kensington, Hammersmith, Chiswick e Brentford sulla strada per la cerimonia, tornando via Mortlake e Barnes e riattraversando il Tamigi sul Putney Bridge.
Il centro del ponte era dotato di un padiglione tendato lungo 54 metri e esteso per tutta la sua larghezza. Venne installato uno speciale balcone temporaneo, sporgente, in modo che la folla sulle rive e sull'acqua potesse vedere i visitatori reali. Il re posò l'ultima pietra del bordo con una cazzuola d'argento e dichiarò aperto il ponte. A lui e alla regina furono dati numerosi doni tra cui mazzi di fiori, una storia rilegata del ponte e vari altri oggetti commemorativi tra cui un'ascia preistorica in selce montata su argento trovata durante i lavori di costruzione e un'altra ascia con parte del manico rimanente e un raffinato prolungamento d'argento realizzato a forma del ponte stesso. Successivamente il sindaco di Richmond donò una sedia con le scale sullo schienale scolpite a forma di tre ponti. Gli abitanti di Brentford e Chiswick donarono un boccale d'argento del 1721.
Dopo la partenza dei reali si svolse una grande festa sui prati dei Kew Gardens e 1.000 bambini vennero invitati a prendere il tè in un tendone a Kew Green, un evento ospitato da Cuthbert Brereton.
Durante l'era del cinema muto i Kew Bridge Studios operavano lungo parte dell'approccio settentrionale. Il sito è stato successivamente utilizzato dal Q Theatre.

## Kew Bridge nell'arte

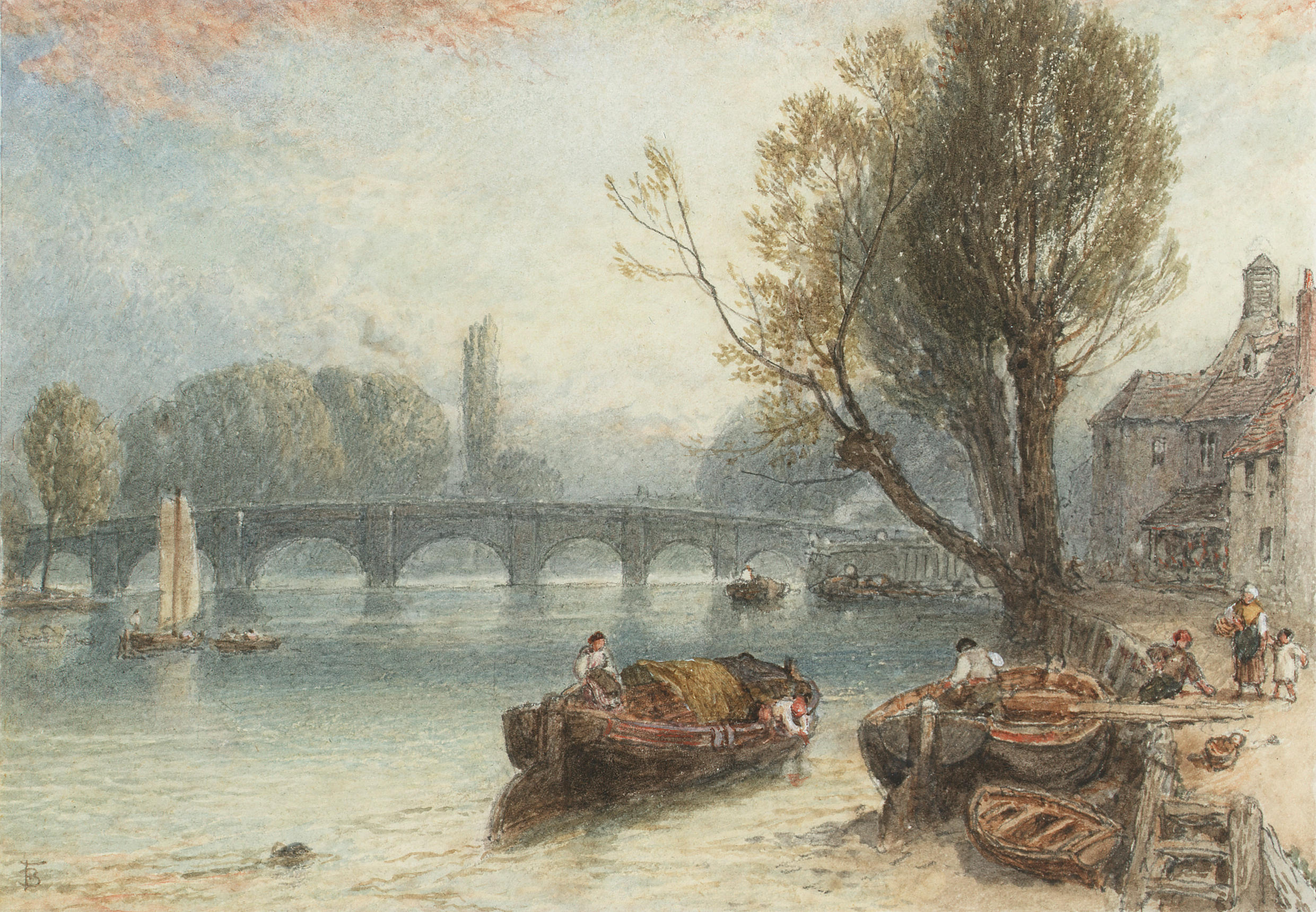
Il ponte di Kew di Myles Birket Foster da Strand on the Green

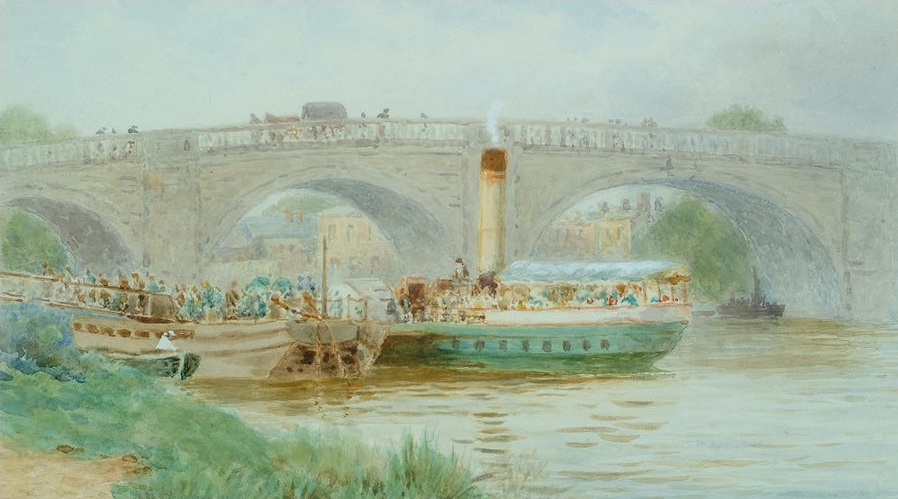
Arrivo di un piroscafo all'Old Kew Bridge di Lewis Pinhorn Wood

Un disegno realizzato nel 1759 da Paul Sandby, che mostra il primo Kew Bridge costruito nel 1758–1759 da John Barnard, e Old Kew Bridge, Londra di James Webb, un dipinto ad olio datato dal 1876 al 1885, sono conservati al Museum of London.
Il dipinto a olio Kew Bridge di Henry Muhrman (1854–1916) fu dipinto intorno al 1898, quando l'artista viveva a Gunnersbury. Ora è nella collezione della Tate Gallery.
La Tate detiene anche lo schizzo a penna e inchiostro di William Turner The Thames at Kew with Kew Bridge(1805) e il suo dipinto a olio The Thames Glimpsed between Trees, possibly at Kew Bridge c. 1806-7.
Myles Birket Foster (1825–1899) dipinse Kew Bridge from Strand on the Green.
Il paesaggista Lewis Pinhorn Wood (1848–1918), che visse a Chiswick tra il 1897 e il 1908, dipinse Arrival of a Steamer at the Old Kew Bridge, raffigurante passeggeri che si imbarcano dal servizio di trasporto fluviale al molo di Kew di fronte al secondo ponte.
La Chiswick Local Studies Library ha un dipinto, Kew Bridge e Strand-on-the-Green, attribuito a Smyth Watson e anche Strand-on-the-Green e Kew Bridge di un artista sconosciuto.
La Hounslow Local Studies Library ha Kew Bridge di James Isaiah Lewis, dipinto intorno al 1900.